# Latijns patriarchaat van Jeruzalem
Het Latijns patriarchaat Jeruzalem (Latijn: Patriarchatus Hierosolymitanus Latinorum) is een bisdom van de Katholieke Kerk, onder de leiding van de Latijnse patriarch van Jeruzalem.
Het beslaat al de gebieden van het Heilig Land: Israël, de Palestijnse gebieden en Jordanië, alsook Cyprus.
De titel werd in 1099 ingevoerd tijdens de kruistochten. Van 1099 tot 1187 verbleven de patriarchen in Jeruzalem, dan in Akko tot bij de val van de stad in 1291 en vervolgens in Europa tot 1847. De basiliek van Sint-Laurentius-buiten-de-muren in Rome was van 1374 tot 1847 de zetel van de patriarch van Jeruzalem. De zetel in Jeruzalem zelf werd in 1847 door paus Pius IX opnieuw ingesteld. Sinds 2020 is Pierbattista Pizzaballa patriarch.
Behalve dit Latijnse patriarchaat is er binnen de Katholieke Kerk nog het Melkitische Grieks-katholiek aartsbisdom met zetel in Jeruzalem.